# Arno Dorian
Arno Victor Dorian (n. Versalles, Francia; 1768) es un asesino que fue acogido por los De la Sérre porque era huérfano. Es el protagonista de la entrega Assassin's Creed: Unity, de la saga de videojuegos Assassin's Creed.
Nació en Francia en 1768. Hijo de Charles Dorian (francés) y Marie Dorian (austríaca). Su padre formaba parte de la Hermandad de los Asesinos. Por esta razón Marie abandonó a Arno y Charles. Arno, pasó parte de su infancia viajando por Europa y el norte de África. Su padre, fue asesinado el 27 de diciembre de 1776 en el palacio de Versalles. Después de este acontecimiento, François De La Serre adoptó a Arno . Durante la campaña, Arno mantiene una relación amorosa con Élise De La Serre, hija de François. Arno pasa su juventud viviendo en Versalles con los De La Serre. En mayo de 1789 Arno es culpado injustamente del asesinato de Monsieur François De La Serre y es encarcelado y llevado a la prisión de la Bastilla, en París. Allí, conoce a Bellec, un maestro asesino que era amigo de su padre, allí Bellec entrena a Arno, hasta que el 14 de julio de 1789 tiene lugar la toma de la Bastilla, dando con sigo el comienzo de la Revolución Francesa, aprovechando el caos los Assassins escapan de la cárcel. Arno se unió a la Hermandad de los Asesinos en 1789. Arno tenía como objetivo acabar con aquellos que mataron a Monsieur De La Serre. Durante sus aventuras en París, Arno conoce a diferentes personajes célebres como Georges Jacques Danton, Théroigne de Méricourt y el futuro emperador de Francia, Napoleón Bonaparte.
Arno Dorian fue el primer personaje de la saga que se pudo personalizar, cambiando así su vestimenta, armas y habilidades. Tiene aproximadamente un total de 85 tipos de armas y 200 prendas de vestir, con las que puede modificar el aspecto visual de la capucha, los pantalones, las botas, la hoja oculta, el cinturón y el fajín.
Dan Jeannotte es el que se encarga de prestarle la voz al personaje en su idioma original, mientras que Peyo García lo hace en la versión española y Ricardo Méndez en la versión hispanoamericana.